# انتخابات پارلمان اروپا در یونان (۲۰۱۹)
انتخابات پارلمان اروپا در یونان (انگلیسی: 2019 European Parliament election in Greece) در تاریخ ۲۶ مه ۲۰۱۹ برگزار شد تا اعضای پارلمان اروپا از یونان را انتخاب کند. این انتخابات بخشی از پروژه برگزاری انتخابات پارلمان اروپا در کادر اتحادیه اروپا به‌شمار می‌رود. این انتخابات در امتداد مرحله اول انتخابات محلی یونان برگزار شد که در نتیجه یک شکست عمده برای حزب حاکم سیریزا حزب نخست‌وزیر پیشین یونان شد که نخست‌وزیر الکسیس سیپراس را مجبور کرد تا برای پیشبرد امور به انتخابات مجلس یونان (۲۰۱۹)که در هفتم ژوئیه برگزار شد رضایت دهد.

## احزاب شرکت کننده
احزاب و ائتلاف‌هایی که در انتخابات شرکت کردند:
- ائتلاف رادیکال چپ (سیریزا)
- حزب کمونیست یونان (ک‌ک‌ئی)
- مسیر آزادی
- دموکراسی چپ
- مسئولیت دموکراتیک [el]
- سبزهای بوم‌شناس
- جبهه نافرمانی واقع گرایانه اروپا (مرا۲۵)
- جبهه آنتارسیا چپ یونان
- طلوع خورشید (XA)
- یونان، راه دیگر [el]
- بوم‌شناسان یونان
- راه حل یونان
- یونان
- یونان مستقل
- اتحاد لیبرال یونان
- حزب مارکسیست لنینیست یونان
- جنبش تغییر یونان (کینال)
- جبهه ملی یونان- جنبش لیگ میهن پرستان-شیران'
- دموکراسی نوین (ان دی)
- جنبش آنی جدید یونان
- راست نوین یونان
- سازمان بین‌المللی کمونیست یونان
- ارابه شهروندان پانهلنیک
- حزب دوستی، مساوات و صلح
- رالی مردم ارتدوکس- [el]
- اتحاد مردمی-حزب دریایی یونان
- رنگین‌کمان
- بازیابی یونان
- رود
- اتحاد مرکزی

## نظر سنجی
| مؤسسه نظرسنجی/کمیسر      | تارخ کار میدان      | نمونه اندازه |            | ND               | KINAL | XA   | KKE  |     | EL  | Potami | ANEL | M25 | LAE | PE  | EG  | Lead |     |     |   |      |
| ------------------------ | ------------------- | ------------ | ---------- | ---------------- | ----- | ---- | ---- | --- | --- | ------ | ---- | --- | --- | --- | --- | ---- | --- | --- | - | ---- |
| مؤسسه نظرسنجی/کمیسر      | تارخ کار میدان      | نمونه اندازه | Pulse/Skai | ۱۸–۲۰ آوریل ۲۰۱۹ | ۱٬۰۱۰ | ۲۵٫۰ | ۳۵٫۵ | ۸٫۵ | ۸٫۵ | ۶٫۵    | ۲٫۵  | ۲٫۵ | ۱٫۵ | ۱٫۵ | ۱٫۵ | Lead | ۱٫۵ | ۱٫۰ | - | ۱۰٫۵ |
| Interview/Vergina TV     | ۱۵–۱۷ آوریل ۲۰۱۹    | ۱٬۰۰۵        | ۲۲٫۷       | ۳۶٫۴             | ۷٫۹   | ۷٫۲  | ۷٫۰  | ۲٫۰ | ۲٫۳ | ۱٫۴    | ۱٫۳  | ۰٫۶ | ۱٫۳ | ۱٫۳ | -   | ۱۳٫۷ |     |     |   |      |
| Metron Analysis/Alpha TV | ۱۵–۱۷ آوریل ۲۰۱۹    | ۱٬۲۰۰        | ۲۵٫۶       | ۳۵٫۰             | ۸٫۵   | ۵٫۹  | ۷٫۵  | ۲٫۶ | ۲٫۴ | ۲٫۱    | ۱٫۲  | ۲٫۱ | -   | -   | ۱٫۹ | ۹٫۴  |     |     |   |      |
| Marc/Proto Thema         | 26 Mar–۱ آوریل ۲۰۱۹ | ۱٬۲۰۰        | ۲۴٫۸       | ۳۹٫۲             | ۸٫۹   | ۷٫۲  | ۶٫۳  | ۲٫۰ | ۲٫۰ | ۱٫۵    | -    | ۲٫۱ | -   | -   | ۱٫۳ | ۱۴٫۴ |     |     |   |      |
| MRB/Star                 | ۱–۳ آوریل ۲۰۱۹      | ۱٬۰۰۳        | ۲۵٫۶       | ۳۶٫۵             | ۷٫۵   | ۷٫۵  | ۶٫۷  | ۲٫۴ | ۱٫۹ | ۲٫۱    | ۱٫۲  | ۱٫۲ | -   | -   | ۲٫۳ | ۱۰٫۹ |     |     |   |      |
| Metron Analysis/To Vima  | ۱۸–۲۰ مارس ۲۰۱۹     | ۱٬۲۰۴        | ۲۳٫۹       | ۳۶٫۱             | ۷٫۷   | ۷٫۱  | ۶٫۴  | ۱٫۵ | -   | ۲٫۰    | ۱٫۵  | ۱٫۵ | ۱٫۶ | -   | ۳٫۱ | ۱۲٫۲ |     |     |   |      |